# 24 uur van Daytona 2018
De 24 uur van Daytona 2018 (officieel de 56th Rolex 24 at Daytona) was de 56e editie van deze endurancerace. De race werd verreden op 27 en 28 januari 2018 op de Daytona International Speedway nabij Daytona Beach, Florida.
De race werd gewonnen door de Mustang Sampling Racing #5 van Filipe Albuquerque, João Barbosa en Christian Fittipaldi. Voor Barbosa en Fittipaldi was het hun derde Daytona-zege, terwijl Albuquerque zijn eerste overwinning in de race behaalde. De GTLM-klasse werd gewonnen door de Ford Chip Ganassi Racing #67 van Ryan Briscoe, Scott Dixon en Richard Westbrook. De GTD-klasse werd gewonnen door de GRT Grasser Racing Team #11 van Mirko Bortolotti, Rik Breukers, Rolf Ineichen en Franck Perera.

## Race
Winnaars in hun klasse zijn vetgedrukt.
| Pos. | Klasse | No. | Team                                     | Coureurs                                                                                    | Chassis                        | Banden | Ronden |
| Pos. | Klasse | No. | Team                                     | Coureurs                                                                                    | Motor                          | Banden | Ronden |
| ---- | ------ | --- | ---------------------------------------- | ------------------------------------------------------------------------------------------- | ------------------------------ | ------ | ------ |
| 1    | P      | 5   | Mustang Sampling Racing                  | Filipe Albuquerque João Barbosa Christian Fittipaldi                                        | Cadillac DPi-V.R               | C      | 808    |
| 1    | P      | 5   | Mustang Sampling Racing                  | Filipe Albuquerque João Barbosa Christian Fittipaldi                                        | Cadillac 5.5 L V8              | C      | 808    |
| 2    | P      | 31  | Whelen Engineering Racing                | Mike Conway Eric Curran Stuart Middleton Felipe Nasr                                        | Cadillac DPi-V.R               | C      | 808    |
| 2    | P      | 31  | Whelen Engineering Racing                | Mike Conway Eric Curran Stuart Middleton Felipe Nasr                                        | Cadillac 5.5 L V8              | C      | 808    |
| 3    | P      | 54  | CORE Autosport                           | Jon Bennett Colin Braun Romain Dumas Loïc Duval                                             | Oreca 07                       | C      | 808    |
| 3    | P      | 54  | CORE Autosport                           | Jon Bennett Colin Braun Romain Dumas Loïc Duval                                             | Gibson GK428 4.2 L V8          | C      | 808    |
| 4    | P      | 32  | United Autosports                        | Will Owen Paul di Resta Hugo de Sadeleer Bruno Senna                                        | Ligier JS P217                 | C      | 804    |
| 4    | P      | 32  | United Autosports                        | Will Owen Paul di Resta Hugo de Sadeleer Bruno Senna                                        | Gibson GK428 4.2 L V8          | C      | 804    |
| 5    | P      | 78  | Jackie Chan DCR JOTA                     | Alex Brundle António Félix da Costa Ferdinand Habsburg Ho-Pin Tung                          | Oreca 07                       | C      | 804    |
| 5    | P      | 78  | Jackie Chan DCR JOTA                     | Alex Brundle António Félix da Costa Ferdinand Habsburg Ho-Pin Tung                          | Gibson GK428 4.2 L V8          | C      | 804    |
| 6    | P      | 85  | JDC-Miller MotorSports                   | Robert Alon Austin Cindric Devlin DeFrancesco Simon Trummer                                 | Oreca 07                       | C      | 798    |
| 6    | P      | 85  | JDC-Miller MotorSports                   | Robert Alon Austin Cindric Devlin DeFrancesco Simon Trummer                                 | Gibson GK428 4.2 L V8          | C      | 798    |
| 7    | P      | 99  | JDC-Miller MotorSports                   | Misha Goikhberg Gustavo Menezes Chris Miller Stephen Simpson                                | Oreca 07                       | C      | 798    |
| 7    | P      | 99  | JDC-Miller MotorSports                   | Misha Goikhberg Gustavo Menezes Chris Miller Stephen Simpson                                | Gibson GK428 4.2 L V8          | C      | 798    |
| 8    | P      | 38  | Performance Tech Motorsports             | James French Kyle Masson Joel Miller Patricio O'Ward                                        | Oreca 07                       | C      | 796    |
| 8    | P      | 38  | Performance Tech Motorsports             | James French Kyle Masson Joel Miller Patricio O'Ward                                        | Gibson GK428 4.2 L V8          | C      | 796    |
| 9    | P      | 7   | Acura Team Penske                        | Hélio Castroneves Graham Rahal Ricky Taylor                                                 | Acura ARX-05                   | C      | 793    |
| 9    | P      | 7   | Acura Team Penske                        | Hélio Castroneves Graham Rahal Ricky Taylor                                                 | Acura AR35TT 3.5 L Turbo V6    | C      | 793    |
| 10   | P      | 6   | Acura Team Penske                        | Dane Cameron Juan Pablo Montoya Simon Pagenaud                                              | Acura ARX-05                   | C      | 793    |
| 10   | P      | 6   | Acura Team Penske                        | Dane Cameron Juan Pablo Montoya Simon Pagenaud                                              | Acura AR35TT 3.5 L Turbo V6    | C      | 793    |
| 11   | GTLM   | 67  | Ford Chip Ganassi Racing                 | Ryan Briscoe Scott Dixon Richard Westbrook                                                  | Ford GT                        | M      | 783    |
| 11   | GTLM   | 67  | Ford Chip Ganassi Racing                 | Ryan Briscoe Scott Dixon Richard Westbrook                                                  | Ford EcoBoost 3.5 L Turbo V6   | M      | 783    |
| 12   | GTLM   | 66  | Ford Chip Ganassi Racing                 | Sébastien Bourdais Joey Hand Dirk Müller                                                    | Ford GT                        | M      | 783    |
| 12   | GTLM   | 66  | Ford Chip Ganassi Racing                 | Sébastien Bourdais Joey Hand Dirk Müller                                                    | Ford EcoBoost 3.5 L Turbo V6   | M      | 783    |
| 13   | GTLM   | 3   | Corvette Racing                          | Antonio García Jan Magnussen Mike Rockenfeller                                              | Chevrolet Corvette C7.R        | M      | 781    |
| 13   | GTLM   | 3   | Corvette Racing                          | Antonio García Jan Magnussen Mike Rockenfeller                                              | Chevrolet LT5.5 5.5 L V8       | M      | 781    |
| 14   | GTLM   | 4   | Corvette Racing                          | Marcel Fässler Oliver Gavin Tommy Milner                                                    | Chevrolet Corvette C7.R        | M      | 780    |
| 14   | GTLM   | 4   | Corvette Racing                          | Marcel Fässler Oliver Gavin Tommy Milner                                                    | Chevrolet LT5.5 5.5 L V8       | M      | 780    |
| 15   | P      | 37  | Jackie Chan DCR JOTA                     | Robin Frijns Daniel Juncadella Felix Rosenqvist Lance Stroll                                | Oreca 07                       | C      | 777    |
| 15   | P      | 37  | Jackie Chan DCR JOTA                     | Robin Frijns Daniel Juncadella Felix Rosenqvist Lance Stroll                                | Gibson GK428 4.2 L V8          | C      | 777    |
| 16   | GTLM   | 62  | Risi Competizione                        | James Calado Alessandro Pier Guidi Davide Rigon Toni Vilander                               | Ferrari 488 GTE                | M      | 774    |
| 16   | GTLM   | 62  | Risi Competizione                        | James Calado Alessandro Pier Guidi Davide Rigon Toni Vilander                               | Ferrari F154CB 3.9 L Turbo V8  | M      | 774    |
| 17   | GTLM   | 912 | Porsche GT Team                          | Earl Bamber Gianmaria Bruni Laurens Vanthoor                                                | Porsche 911 RSR                | M      | 774    |
| 17   | GTLM   | 912 | Porsche GT Team                          | Earl Bamber Gianmaria Bruni Laurens Vanthoor                                                | Porsche 4.0 L Flat 6           | M      | 774    |
| 18   | GTLM   | 24  | BMW Team RLL                             | Nick Catsburg John Edwards Augusto Farfus Jesse Krohn                                       | BMW M8 GTE                     | M      | 773    |
| 18   | GTLM   | 24  | BMW Team RLL                             | Nick Catsburg John Edwards Augusto Farfus Jesse Krohn                                       | BMW S63 4.0 L Twin-turbo V8    | M      | 773    |
| 19   | P      | 52  | AFS/PR1 Mathiasen Motorsports            | Nick Boulle Roberto González Sebastian Saavedra Gustavo Yacamán                             | Ligier JS P217                 | C      | 771    |
| 19   | P      | 52  | AFS/PR1 Mathiasen Motorsports            | Nick Boulle Roberto González Sebastian Saavedra Gustavo Yacamán                             | Gibson GK428 4.2 L V8          | C      | 771    |
| 20   | GTLM   | 911 | Porsche GT Team                          | Frédéric Makowiecki Patrick Pilet Nick Tandy                                                | Porsche 911 RSR                | M      | 753    |
| 20   | GTLM   | 911 | Porsche GT Team                          | Frédéric Makowiecki Patrick Pilet Nick Tandy                                                | Porsche 4.0 L Flat 6           | M      | 753    |
| 21   | GTD    | 11  | GRT Grasser Racing Team                  | Mirko Bortolotti Rik Breukers Rolf Ineichen Franck Perera                                   | Lamborghini Huracán GT3        | C      | 752    |
| 21   | GTD    | 11  | GRT Grasser Racing Team                  | Mirko Bortolotti Rik Breukers Rolf Ineichen Franck Perera                                   | Lamborghini 5.2 L V10          | C      | 752    |
| 22   | GTD    | 86  | Michael Shank Racing with Curb-Agajanian | A.J. Allmendinger Trent Hindman Katherine Legge Álvaro Parente                              | Acura NSX GT3                  | C      | 751    |
| 22   | GTD    | 86  | Michael Shank Racing with Curb-Agajanian | A.J. Allmendinger Trent Hindman Katherine Legge Álvaro Parente                              | Acura 3.5 L Turbo V6           | C      | 751    |
| 23   | GTD    | 23  | Paul Miller Racing                       | Andrea Caldarelli Bryce Miller Bryan Sellers Madison Snow                                   | Lamborghini Huracán GT3        | C      | 751    |
| 23   | GTD    | 23  | Paul Miller Racing                       | Andrea Caldarelli Bryce Miller Bryan Sellers Madison Snow                                   | Lamborghini 5.2 L V10          | C      | 751    |
| 24   | GTD    | 33  | Mercedes-AMG Team Riley Motorsports      | Jeroen Bleekemolen Adam Christodoulou Ben Keating Luca Stolz                                | Mercedes-AMG GT3               | C      | 751    |
| 24   | GTD    | 33  | Mercedes-AMG Team Riley Motorsports      | Jeroen Bleekemolen Adam Christodoulou Ben Keating Luca Stolz                                | Mercedes-AMG M159 6.2 L V8     | C      | 751    |
| 25   | GTD    | 64  | Scuderia Corsa                           | Townsend Bell Sam Bird Frankie Montecalvo Bill Sweedler                                     | Ferrari 488 GT3                | C      | 751    |
| 25   | GTD    | 64  | Scuderia Corsa                           | Townsend Bell Sam Bird Frankie Montecalvo Bill Sweedler                                     | Ferrari F154CB 3.9 L Turbo V8  | C      | 751    |
| 26   | GTD    | 44  | Magnus Racing                            | Andrew Davis Andy Lally John Potter Markus Winkelhock                                       | Audi R8 LMS                    | C      | 750    |
| 26   | GTD    | 44  | Magnus Racing                            | Andrew Davis Andy Lally John Potter Markus Winkelhock                                       | Audi 5.2 L V10                 | C      | 750    |
| 27   | GTD    | 29  | Montaplast by Land-Motorsport            | Sheldon van der Linde Kelvin van der Linde Christopher Mies Jeffrey Schmidt                 | Audi R8 LMS                    | C      | 749    |
| 27   | GTD    | 29  | Montaplast by Land-Motorsport            | Sheldon van der Linde Kelvin van der Linde Christopher Mies Jeffrey Schmidt                 | Audi 5.2 L V10                 | C      | 749    |
| 28   | GTD    | 75  | SunEnergy1 Racing                        | Mikaël Grenier Kenny Habul Thomas Jäger Maro Engel                                          | Mercedes-AMG GT3               | C      | 745    |
| 28   | GTD    | 75  | SunEnergy1 Racing                        | Mikaël Grenier Kenny Habul Thomas Jäger Maro Engel                                          | Mercedes-AMG M159 6.2 L V8     | C      | 745    |
| 29   | GTD    | 15  | 3GT Racing                               | Dominik Farnbacher Jack Hawksworth David Heinemeier Hansson Scott Pruett                    | Lexus RC F GT3                 | C      | 744    |
| 29   | GTD    | 15  | 3GT Racing                               | Dominik Farnbacher Jack Hawksworth David Heinemeier Hansson Scott Pruett                    | Lexus 5.0 L V8                 | C      | 744    |
| 30   | GTD    | 63  | Scuderia Corsa                           | Alessandro Balzan Gunnar Jeannette Cooper MacNeil Jeff Segal                                | Ferrari 488 GT3                | C      | 744    |
| 30   | GTD    | 63  | Scuderia Corsa                           | Alessandro Balzan Gunnar Jeannette Cooper MacNeil Jeff Segal                                | Ferrari F154CB 3.9 L Turbo V8  | C      | 744    |
| 31   | GTD    | 93  | Michael Shank Racing with Curb-Agajanian | Lawson Aschenbach Mario Farnbacher Côme Ledogar Justin Marks                                | Acura NSX GT3                  | C      | 741    |
| 31   | GTD    | 93  | Michael Shank Racing with Curb-Agajanian | Lawson Aschenbach Mario Farnbacher Côme Ledogar Justin Marks                                | Acura 3.5 L Turbo V6           | C      | 741    |
| 32   | GTD    | 71  | P1 Motorsports                           | Robby Foley Kenton Koch JC Perez Loris Spinelli                                             | Mercedes-AMG GT3               | C      | 741    |
| 32   | GTD    | 71  | P1 Motorsports                           | Robby Foley Kenton Koch JC Perez Loris Spinelli                                             | Mercedes-AMG M159 6.2 L V8     | C      | 741    |
| 33   | GTD    | 19  | GRT Grasser Racing Team                  | Christian Engelhart Christoph Lenz Louis Machiels Ezequiel Pérez Companc Max van Splunteren | Lamborghini Huracán GT3        | C      | 739    |
| 33   | GTD    | 19  | GRT Grasser Racing Team                  | Christian Engelhart Christoph Lenz Louis Machiels Ezequiel Pérez Companc Max van Splunteren | Lamborghini 5.2 L V10          | C      | 739    |
| 34   | GTD    | 96  | Turner Motorsport                        | Jens Klingmann Mark Kvamme Cameron Lawrence Martin Tomczyk Don Yount                        | BMW M6 GT3                     | C      | 733    |
| 34   | GTD    | 96  | Turner Motorsport                        | Jens Klingmann Mark Kvamme Cameron Lawrence Martin Tomczyk Don Yount                        | BMW 4.4 L Turbo V8             | C      | 733    |
| 35   | GTLM   | 25  | BMW Team RLL                             | Bill Auberlen Connor De Phillippi Philipp Eng Alexander Sims                                | BMW M8 GTE                     | M      | 731    |
| 35   | GTLM   | 25  | BMW Team RLL                             | Bill Auberlen Connor De Phillippi Philipp Eng Alexander Sims                                | BMW S63 4.0 L Twin-turbo V8    | M      | 731    |
| 36   | GTD    | 14  | 3GT Racing                               | Dominik Baumann Philipp Frommenwiler Bruno Junqueira Kyle Marcelli                          | Lexus RC F GT3                 | C      | 719    |
| 36   | GTD    | 14  | 3GT Racing                               | Dominik Baumann Philipp Frommenwiler Bruno Junqueira Kyle Marcelli                          | Lexus 5.0 L V8                 | C      | 719    |
| 37   | GTD    | 69  | HART                                     | Ryan Eversley John Falb Chad Gilsinger Sean Rayhall                                         | Acura NSX GT3                  | C      | 719    |
| 37   | GTD    | 69  | HART                                     | Ryan Eversley John Falb Chad Gilsinger Sean Rayhall                                         | Acura 3.5 L Turbo V6           | C      | 719    |
| 38   | P      | 23  | United Autosports                        | Fernando Alonso Philip Hanson Lando Norris                                                  | Ligier JS P217                 | C      | 718    |
| 38   | P      | 23  | United Autosports                        | Fernando Alonso Philip Hanson Lando Norris                                                  | Gibson GK428 4.2 L V8          | C      | 718    |
| 39   | GTD    | 82  | Risi Competizione                        | Santiago Creel Martin Fuentes Matt Griffin Miguel Molina Ricardo Pérez de Lara              | Ferrari 488 GT3                | C      | 715    |
| 39   | GTD    | 82  | Risi Competizione                        | Santiago Creel Martin Fuentes Matt Griffin Miguel Molina Ricardo Pérez de Lara              | Ferrari F154CB 3.9 L Turbo V8  | C      | 715    |
| 40   | GTD    | 73  | Park Place Motorsports                   | Jörg Bergmeister Patrick Lindsey Tim Pappas Norbert Siedler                                 | Porsche 911 GT3 R              | C      | 675    |
| 40   | GTD    | 73  | Park Place Motorsports                   | Jörg Bergmeister Patrick Lindsey Tim Pappas Norbert Siedler                                 | Porsche 4.0 L Flat 6           | C      | 675    |
| 41   | GTD    | 58  | Wright Motorsports                       | Mathieu Jaminet Patrick Long Christina Nielsen Robert Renauer                               | Porsche 911 GT3 R              | C      | 666    |
| 41   | GTD    | 58  | Wright Motorsports                       | Mathieu Jaminet Patrick Long Christina Nielsen Robert Renauer                               | Porsche 4.0 L Flat 6           | C      | 666    |
| 42   | P      | 20  | BAR1 Motorsports                         | Marc Drumwright Brendan Gaughan Eric Lux Alex Popow                                         | Riley Mk. 30                   | C      | 642    |
| 42   | P      | 20  | BAR1 Motorsports                         | Marc Drumwright Brendan Gaughan Eric Lux Alex Popow                                         | Gibson GK428 4.2 L V8          | C      | 642    |
| DNF  | GTD    | 59  | Manthey Racing                           | Matteo Cairoli Sven Müller Harald Proczyk Steve Smith Randy Walls                           | Porsche 911 GT3 R              | C      | 637    |
| DNF  | GTD    | 59  | Manthey Racing                           | Matteo Cairoli Sven Müller Harald Proczyk Steve Smith Randy Walls                           | Porsche 4.0 L Flat 6           | C      | 637    |
| 44   | GTD    | 51  | Spirit of Race                           | Paul Dalla Lana Pedro Lamy Mathias Lauda Daniel Serra                                       | Ferrari 488 GT3                | C      | 571    |
| 44   | GTD    | 51  | Spirit of Race                           | Paul Dalla Lana Pedro Lamy Mathias Lauda Daniel Serra                                       | Ferrari F154CB 3.9 L Turbo V8  | C      | 571    |
| DNF  | P      | 10  | Wayne Taylor Racing                      | Ryan Hunter-Reay Jordan Taylor Renger van der Zande                                         | Cadillac DPi-V.R               | C      | 555    |
| DNF  | P      | 10  | Wayne Taylor Racing                      | Ryan Hunter-Reay Jordan Taylor Renger van der Zande                                         | Cadillac 5.5 L V8              | C      | 555    |
| DNF  | P      | 55  | Mazda Team Joest                         | Jonathan Bomarito Spencer Pigot Harry Tincknell                                             | Mazda RT24-P                   | C      | 541    |
| DNF  | P      | 55  | Mazda Team Joest                         | Jonathan Bomarito Spencer Pigot Harry Tincknell                                             | Mazda MZ-2.0T 2.0 L Turbo I4   | C      | 541    |
| DNF  | P      | 77  | Mazda Team Joest                         | Oliver Jarvis Tristan Nunez René Rast                                                       | Mazda RT24-P                   | C      | 530    |
| DNF  | P      | 77  | Mazda Team Joest                         | Oliver Jarvis Tristan Nunez René Rast                                                       | Mazda MZ-2.0T 2.0 L Turbo I4   | C      | 530    |
| DNF  | P      | 22  | Tequila Patrón ESM                       | Pipo Derani Nicolas Lapierre Johannes van Overbeek                                          | Nissan Onroak DPi              | C      | 438    |
| DNF  | P      | 22  | Tequila Patrón ESM                       | Pipo Derani Nicolas Lapierre Johannes van Overbeek                                          | Nissan VR38DETT 3.8 L Turbo V6 | C      | 438    |
| DNF  | P      | 2   | Tequila Patrón ESM                       | Ryan Dalziel Olivier Pla Scott Sharp                                                        | Nissan Onroak DPi              | C      | 338    |
| DNF  | P      | 2   | Tequila Patrón ESM                       | Ryan Dalziel Olivier Pla Scott Sharp                                                        | Nissan VR38DETT 3.8 L Turbo V6 | C      | 338    |
| DNF  | P      | 90  | Spirit of Daytona Racing                 | Eddie Cheever III Matt McMurry Tristan Vautier                                              | Cadillac DPi-V.R               | C      | 291    |
| DNF  | P      | 90  | Spirit of Daytona Racing                 | Eddie Cheever III Matt McMurry Tristan Vautier                                              | Cadillac 5.5 L V8              | C      | 291    |

1962 · 1963 · 1964 · 1965 · 1966 · 1967 · 1968 · 1969 · 1970 · 1971 · 1972 · 1973 · 1974 · 1975 · 1976 · 1977 · 1978 · 1979 · 1980 · 1981 · 1982 · 1983 · 1984 · 1985 · 1986 · 1987 · 1988 · 1989 · 1990 · 1991 · 1992 · 1993 · 1994 · 1995 · 1996 · 1997 · 1998 · 1999 · 2000 · 2001 · 2002 · 2003 · 2004 · 2005 · 2006 · 2007 · 2008 · 2009 · 2010 · 2011 · 2012 · 2013 · 2014 · 2015 · 2016 · 2017 · 2018 · 2019 · 2020 · 2021 · 2022 · 2023 · 2024 · 2025